# Сергеев, Дмитрий Степанович
Дмитрий Степанович Серге́ев (30 октября 1922 года, д. Аннинская — 13 марта 2003 года, Уфа) — командир орудия 157-го гвардейского артиллерийского полка 74-й гвардейской стрелковой дивизии 8-й гвардейской армии 1-го Белорусского фронта, гвардии сержант, Герой Советского Союза.

## Биография
Сергеев Дмитрий Степанович родился в деревне Аннинская (ныне Благовещенского район Башкирии) в крестьянской семье. Русский.
Член ВКП(б)/КПСС с 1943 года. Окончил 8 классов и два курса Юматовского зоотехникума. Работал заведующим Старо-Надеждинским сельским клубом.
В Красную Армию призван в 1941 году Благовещенским райвоенкоматом Башкирской АССР. Учился в Ульяновской военной авиационной школе пилотов.
На фронте Великой Отечественной войны с октября 1942 года. Командир орудия 157-го гвардейского артиллерийского полка (74-я гвардейская стрелковая дивизия, 8-я гвардейская армия, 1-й Белорусский фронт) гвардии сержант Сергеев Д. С. отличился в боях за польский город Познань.
С 1945 года лейтенант Сергеев Д. С. — в запасе. Вернулся на родину — в Башкирию.
В 1948 году окончил 3 курса Башкирского государственного педагогического института, в 1964 году — Уфимский авиационный техникум.
Работал директором Подымаловской 7-летней школы Уфимского района, секретарём партийной организации и заместителем директора совхоза «Шемяк» Уфимского района, шлифовщиком, инженером-технологом, начальником отдела сбыта завода п/я № 210 в городе Уфе, старшим экономистом по труду Уфимского ордена Трудового Красного Знамени завода аппаратуры связи (ныне — Башкирское производственное объединение «Прогресс»).
Скончался 13 марта 2003 года. Похоронен в городе Уфе на Южном кладбище.

## Подвиг
В ночь на 2 февраля 1945 года гвардии сержант Сергеев Д. С., командир орудия 157-го гвардейского артиллерийского полка 74-й гвардейской стрелковой дивизии 8-й гвардейской армии 1-го Белорусского фронта, скрытно поставил орудие напротив здания в городе Познань, которое враг превратил в укреплённый опорный пункт, и с рассветом открыл огонь, чем обеспечил захват здания стрелковым подразделением.
20 февраля 1945 года Сергеев первым с расчётом ворвался в городскую крепость и подавил огневые точки врага.
Указом Президиума Верховного Совета СССР от 31 мая 1945 года за мужество и героизм, проявленные в боях с немецко-фашистскими захватчиками, гвардии сержанту Сергееву Дмитрию Степановичу присвоено звание Героя Советского Союза с вручением ордена Ленина и медали «Золотая Звезда» (№ 6852).
Из наградного листа на Д. С. Сергеева:
Работая наводчиком орудия от г. Сталинграда до р. Днестр тов. Сергеев имеет на своем боевом счету 3 подбитых танка, 3 самоходных орудия типа "фердинанд", 5 бронетранспортеров, 11 автомашин, 2 арт. батареи, 3 мин. батареи, 14 пулеметов и до 300 гитлеровцев. От р. Днестр до г. Познань работал командиром орудия, находясь на прямой наводке в боевых порядках пехоты, уничтожил 3 бронетранспортера, 2 арт. батареи, 1 зенитную батарею, 13 пулеметов и до 100 солдат и офицеров противника, подбил 4 танка.

## Награды
- Медаль «Золотая Звезда» Героя Советского Союза (31.05.1945)[1][3];
- орден Ленина (31.05.1945);
- орден Отечественной войны 1-й степени (11.03.1985)[4];
- орден Славы 3-й степени (02.08.1944)[5];
- медаль «За отвагу» (04.12.1943)[6];
- медаль «За оборону Сталинграда» (1942);
- другие медали.

## Память
В городе Познань (Польша) на стене крепости «Цитадель» в честь подвига Д. С. Сергеева была установлена мемориальная доска.